# Samir Kozarac
Samir Kozarac (Ključ, 21 augustus 1981) is een voetballeruit Bosnië en Herzegovina. De verdediger staat op dit moment onder contract bij de Nederlandse voetbalclub Fortuna Sittard.
Hij speelde eerder voor FC Baden, FC Winterthur, Sankt Gallen, SC Kriens en FC Wohlen.
Kozarac maakte zijn debuut voor Fortuna Sittard op 8 augustus 2008 tegen FC Emmen.

## Carrière
| Seizoen | Club            | Wedstrijden | Doelpunten | Competitie     |
| ------- | --------------- | ----------- | ---------- | -------------- |
| 2001/02 | FC Baden        | 12          | 0          | Zwitserland    |
| 2002/03 | FC Baden        | 29          | 1          | Zwitserland    |
| 2003/04 | FC Winterthur   | 24          | 2          | Zwitserland    |
| 2004/05 | FC Winterthur   | 30          | 1          | Zwitserland    |
| 2005/06 | FC Winterthur   | 29          | 5          | Zwitserland    |
| 2006/07 | Sankt Gallen    | 8           | 0          | Zwitserland    |
| 2007/08 | SC Kriens       | 11          | 1          | Zwitserland    |
| 2007/08 | FC Wohlen       | 12          | 0          | Zwitserland    |
| 2008/09 | Fortuna Sittard | 18          | 1          | Eerste Divisie |
| Totaal  |                 | 173         | 11         |                |